# Berlin–Leipzig 1950
Berlin–Leipzig 1950 war die 23. Austragung des seit 1920 ausgefahrenen deutschen Eintagesrennens Berlin–Leipzig. Es fand am 9. April statt und führte von Berlin in die sächsische Metropole Leipzig.

## Rennverlauf
Das Rennen führte über 188 Kilometer war das erste Auswahlrennen zur Bildung der Nationalmannschaft der DDR im Straßenradsport. Zudem war es ein Nominierungsrennen für die Mannschaft zur Internationalen Friedensfahrt, an der die DDR-Fahrer zum ersten Mal teilnehmen sollten. Die Fahrer hatten mit widrigen Bedingungen wie starkem Gegenwind zu kämpfen. Die 27 Fahrer der B-Klasse erhielten eine Vorgabe von vier Minuten gegenüber den 41 Fahrern der A-Klasse. Der Startpunkt war in Berlin-Grünau. In Wittenberg waren die Vorgabefahrer eingeholt worden. 45 Kilometer vor dem Ziel fuhren Max Bartoskiewicz und Willy Irrgang einen erfolgreichen Ausreißversuch. Lediglich Horst Schellhammer erreichte das Spitzenduo noch. Den Zielsprint gewann Bartoskiewicz mit zwei Radlängen. 27 Radrennfahrer beendeten das Rennen.

## Ergebnis
|     | Fahrer               | Verein/Ort             | Zeit (h)        |
| --- | -------------------- | ---------------------- | --------------- |
| 01. | Max Bartoskiewicz    | NRVg Luisenstadt       | 6:59:00         |
| 02. | Willy Irrgang        | BRC Endspurt Berlin    | gl. Zeit        |
| 03. | Horst Schellhammer   | BSG Rotation Berlin    | gl. Zeit        |
| 04. | Herbert Digulla      | BSG Rotation Berlin    | + 08:24 Minuten |
| 05. | Horst Gaede          | BSG Grün-Rot Magdeburg | gl. Zeit        |
| 06. | Horst Rauschenberger | Spandauer RSV          | gl. Zeit        |
| 0 … |                      |                        |                 |